# Gutierre Gómez de Fuensalida
Gutierre Gómez de Fuensalida (c. 1450 - c. 1534) fue un diplomático, militar y político castellano, embajador de los Reyes Católicos ante el Sacro Imperio Romano Germánico, el condado de Flandes y el reino de Inglaterra entre 1496 y 1509. Fue también corregidor y justicia mayor de Granada y regidor de Málaga, comendador de Membrilla, de los Bastimentos y de Villaescusa de Haro, caballero de la Orden de Santiago. 

## Biografía
Durante su dilatada vida, Gutierre Gómez de Fuensalida sirvió en guerras, embajadas y cargos de gran importancia durante el reinado de los Reyes Católicos y aún en tiempos del emperador Carlos V. Debió de nacer hacia 1450, en virtud de lo que se deduce de su correspondencia y testamento. Era hijo de Alonso Gutiérrez de Fuensalida, comendador de Montealegre y descendiente directo de Gil García Laso de la Vega. Su madre fue Juana Téllez de Toledo, perteneciente, por tanto, a una familia de ilustre ascendencia.
En 1470 contrajo matrimonio en Requena con María de Arroniz, hija de Sancho de Arroniz, que había destacado por su participación en la conquista de numerosas ciudades en tiempos de los Reyes Católicos. En 1475, a la muerte de su padre recibió la encomienda de Villaescusa de Haro, posición que se iría acrecentando con el paso de los años.
Durante su juventud y aun en su madurez estuvo a las órdenes de Rodrigo Manrique, conde de Paredes, debiendo tomar parte, por tanto, en numerosas batallas y encuentros militares derivados de la ofensiva real hacia los últimos enclaves de la España musulmana llevada a cabo por los Reyes Católicos. De hecho, debió de tener una presencia muy activa en las campañas previas a la conquista de Granada, tal y como confirman las referencias aparecidas en numerosas fuentes y crónicas de la época.
De igual modo contribuyó a la recuperación por parte de los monarcas de numerosas villas y lugares que habían escapado al control real, lo que provocó la enemistad y el enfrentamiento con algunos sectores de la nobleza que ocasionaron numerosos quebrantos económicos y materiales de su patrimonio, que, a pesar de las quejas que remitió a los Reyes, nunca fueron atendidos.
Terminada la contienda granadina, o posiblemente algún tiempo antes, se instaló en la ciudad de Málaga, a cuya conquista, en 1487, también debió de haber contribuido. Allí residió con su familia, de manera más o menos continuada, sobre todo desde 1492, hasta que volvió a entrar al servicio real en 1494.
Desde entonces y hasta 1496, año en que se incorporó a las labores diplomáticas que lo reconocen como uno de los más hábiles embajadores de los Reyes Católicos, y, aunque no hay apenas noticias documentales al respecto, se supone que debió de estar ocupado en asuntos de cierta importancia, porque de otra manera no se podría comprender que el rey Fernando le encomendara misiones de tanta importancia como las que desarrolló en Alemania, Flandes e Inglaterra. Acompañó a Juana I de Castilla durante su estancia en Flandes. En tales encargos estuvo hasta 1510, año en que se instaló en Granada al ser nombrado corregidor y justicia mayor de la ciudad.
Desde 1517 aparece ya afincado definitivamente en Málaga, donde acometió algunas fundaciones, y donde desde 1518 ostentó el cargo de regidor de la ciudad. Allí murió hacia 1534.

## Cultura popular
- El actor Fernando Guillén Cuervo interpretó a Gómez de Fuensalida en la serie Isabel (2012-2014) de Televisión Española y en la película "La corona partida", secuela de dicha serie.